# Liste der Naturdenkmäler in Burgwald (Gemeinde)
Die Liste der Naturdenkmäler in Burgwald (Gemeinde) nennt die in der Gemeinde Burgwald im Landkreis Waldeck-Frankenberg in Hessen gelegenen Naturdenkmäler. Sie sind nach den §§ 28, 22 des Hessischen Gesetzes über Naturschutz und Landschaftspflege sowie § 12 des Hessischen Ausführungsgesetzes zum Bundesnaturschutzgesetz geschützt.
| Bild            | Bezeichnung                 | Ortsteil, Lage                                   | Beschreibung | Art   | Nr.    |
| --------------- | --------------------------- | ------------------------------------------------ | --- | ----- | ------ |
| BW              | Steinstäde und Klingelstäde | Birkenbringhausen 51° 1′ 51,9″ N, 8° 44′ 19,3″ O | 2,18 Hektar Fläche. Felssteilhang mit Einblick in Zechsteintransgression am rechten Ederufer ca. 1 km nördlich von Birkenbringhausen. |       | 05 001 |
| BW              | Luthereiche mit Lindenallee | Ernsthausen 50° 59′ 13,8″ N, 8° 44′ 8,5″ O       | 0,09 Hektar große historische Baumpflanzung am Nordrand des alten Dorfkerns – „Am Mühlrain“.                                          | Bäume | 05 002 |
| BW              | Linde                       | Ernsthausen 50° 59′ 16,3″ N, 8° 42′ 59,4″ O      | Landschaftsprägender Baum 1,5 km nordwestlich Ernsthausen am Feldweg nach Berghofen.                                                  | Linde | 05 003 |
| Fotos hochladen | Bruchwiesen                 | Ernsthausen 50° 58′ 42,1″ N, 8° 44′ 15,9″ O      | 2,7 ha. großer Moorkomplex südöstlich von Ernsthausen.                                                                                | Moor  | 05 004 |

## Belege
1. ↑  
Anlage 1 zur Verordnung zum Schutze der Naturdenkmäler im Landkreis Waldeck-Frankenberg. (PDF; 374 kB) Landkreis Waldeck-Frankenberg, 18. März 2013, abgerufen am 10. Juni 2022.
2. ↑  
Verordnung zum Schutze der Naturdenkmäler im Landkreis Waldeck-Frankenberg. (pdf; 1,42 MB) Landkreis Waldeck-Frankenberg, 18. März 2013, abgerufen am 24. Januar 2016.
3. ↑  Details 05 001
4. ↑  Details 05 002
5. ↑  Details 05 003
6. ↑  Details 05 004

- Karte mit allen Koordinaten:
- OSM |
- WikiMap